# Lijst van senatoren uit Californië

Zegel van de staat Californië

Dit is een lijst van de senatoren voor de Amerikaanse staat Californië. De senatoren voor Californië zijn ingedeeld als Klasse I en Klasse III. De twee huidige senatoren voor Californië zijn: Alex Padilla senator sinds 2021 de (senior senator) en Adam Schiff senator sinds 2024 de (junior senator), beiden lid van de Democratische Partij.
Prominenten die hebben gediend als senator voor Californië zijn onder anderen: John Charles Frémont (genomineerd presidentskandidaat en prominent generaal), John Conness (prominent ondernemer), George Hearst (prominent ondernemer), Hiram Johnson (genomineerd vicepresidentskandidaat), William Knowland (Republikeins partijleider in de senaat van 1953 tot 1959), Pierre Salinger (prominent journalist en eerder perschef van het Witte Huis), George Murphy (prominent acteur), Pete Wilson (prominent politicus), Dianne Feinstein (prominent politica), Cornelius Cole (langst levende senator met een leeftijd van 102 jaar), Leland Stanford (prominent ondernemer), James Phelan (prominent activist), William McAdoo (eerder minister van Financiën), Richard Nixon (later president) en Kamala Harris (later vicepresident).

## Klasse I
| Nr.    | Senator voor Californië Senator from California | Senator voor Californië Senator from California | Senator voor Californië Senator from California | Ambtstermijn      | Ambtstermijn      | Partij(en) | Verkiezing(en) |
| ------ | ----------------------------------------------- | ----------------------------------------------- | ----------------------------------------------- | ----------------- | ----------------- | ---------- | -------------- |
| 1      |                                                 | John Charles Frémont                            | John Charles Frémont (1813–1890)                | 10 september 1850 | 4 maart 1851      | D          | 1849           |
| Vacant |                                                 |                                                 |                                                 |                   |                   |            |                |
| 2      |                                                 | John Weller                                     | John Weller (1812–1875)                         | 4 maart 1851      | 4 maart 1857      | D          | 1852           |
| 3      |                                                 | David Broderick                                 | David Broderick (1820–1859)                     | 4 maart 1857      | 16 september 1859 | D          | 1856           |
| Vacant |                                                 |                                                 |                                                 |                   |                   |            | 1856           |
| 4      |                                                 | Henry Haun                                      | Henry Haun (1815–1860)                          | 3 november 1859   | 4 maart 1860      | D          | 1856           |
| 5      |                                                 | Milton Latham                                   | Milton Latham (1827–1882)                       | 4 maart 1860      | 4 maart 1863      | D          | 1860           |
| 6      |                                                 | John Conness                                    | John Conness (1821–1909)                        | 4 maart 1863      | 4 maart 1869      | R          | 1863           |
| 7      |                                                 | Eugene Casserly                                 | Eugene Casserly (1820–1883)                     | 4 maart 1869      | 29 november 1873  | D          | 1868           |
| Vacant |                                                 |                                                 |                                                 |                   |                   |            | 1868           |
| 8      |                                                 | John Hager                                      | John Hager (1818–1890)                          | 23 december 1873  | 4 maart 1875      | D          | 1868           |
| 9      |                                                 | Newton Booth                                    | Newton Booth (1825–1892)                        | 4 maart 1875      | 4 maart 1881      | AM         | 1873           |
| 10     |                                                 | John Miller                                     | John Franklin Miller (1831–1886)                | 4 maart 1881      | 8 maart 1886      | R          | 1880           |
| Vacant |                                                 |                                                 |                                                 |                   |                   |            | 1880           |
| 11     |                                                 | George Hearst                                   | George Hearst (1820–1891)                       | 23 maart 1886     | 4 augustus 1886   | D          | 1880           |
| 12     |                                                 | Abram Williams                                  | Abram Williams (1832–1914)                      | 4 augustus 1886   | 4 maart 1887      | R          | 1880           |
| 13     |                                                 | George Hearst                                   | George Hearst (1820–1891)                       | 4 maart 1887      | 28 februari 1891  | D          | 1887           |
| Vacant |                                                 |                                                 |                                                 |                   |                   |            | 1887           |
| 14     |                                                 | Charles Felton                                  | Charles Felton (1832–1914)                      | 19 maart 1891     | 4 maart 1893      | R          | 1887           |
| 15     |                                                 | Stephen White                                   | Stephen White (1853–1964)                       | 4 maart 1893      | 4 maart 1899      | D          | 1893           |
| Vacant |                                                 |                                                 |                                                 |                   |                   |            |                |
| 16     |                                                 | Thomas Bard                                     | Thomas Bard (1841–1915)                         | 6 februari 1900   | 4 maart 1905      | R          | 1900           |
| 17     |                                                 | Frank Flint                                     | Frank Flint (1862–1929)                         | 4 maart 1905      | 4 maart 1911      | R          | 1905           |
| 18     |                                                 | John Works                                      | John Works (1847–1928)                          | 4 maart 1911      | 4 maart 1917      | R          | 1911           |
| 19     |                                                 | Hiram Johnson                                   | Hiram Johnson (1866–1945)                       | 4 maart 1917      | 6 augustus 1945   | R          | 1916           |
| 19     | 1922                                            | Hiram Johnson                                   | Hiram Johnson (1866–1945)                       | 4 maart 1917      | 6 augustus 1945   | R          |                |
| 19     | 1938                                            | Hiram Johnson                                   | Hiram Johnson (1866–1945)                       | 4 maart 1917      | 6 augustus 1945   | R          |                |
| 19     | 1934                                            | Hiram Johnson                                   | Hiram Johnson (1866–1945)                       | 4 maart 1917      | 6 augustus 1945   | R          |                |
| 19     | 1940                                            | Hiram Johnson                                   | Hiram Johnson (1866–1945)                       | 4 maart 1917      | 6 augustus 1945   | R          |                |
| Vacant |                                                 |                                                 |                                                 |                   |                   |            |                |
| 20     |                                                 | William Knowland                                | William Knowland (1908–1974)                    | 26 augustus 1945  | 3 januari 1959    | R          |                |
| 20     | 1946                                            | William Knowland                                | William Knowland (1908–1974)                    | 26 augustus 1945  | 3 januari 1959    | R          |                |
| 20     | 1952                                            | William Knowland                                | William Knowland (1908–1974)                    | 26 augustus 1945  | 3 januari 1959    | R          |                |
| 21     |                                                 | Clair Engle                                     | Clair Engle (1911–1964)                         | 3 januari 1959    | 30 juli 1964      | D          | 1958           |
| Vacant |                                                 |                                                 |                                                 |                   |                   |            | 1958           |
| 22     |                                                 | Pierre Salinger                                 | Pierre Salinger (1925–2004)                     | 4 augustus 1964   | 1 januari 1965    | D          | 1958           |
| 23     |                                                 | George Murphy                                   | George Murphy (1902–1992)                       | 1 januari 1965    | 1 januari 1971    | R          | 1958           |
| 23     | 1964                                            | George Murphy                                   | George Murphy (1902–1992)                       | 1 januari 1965    | 1 januari 1971    | R          |                |
| 24     |                                                 | John Tunney                                     | John Tunney (1934)                              | 1 januari 1971    | 1 januari 1977    | D          |                |
| 24     | 1970                                            | John Tunney                                     | John Tunney (1934)                              | 1 januari 1971    | 1 januari 1977    | D          |                |
| 25     |                                                 | Samuel Ichiye Hayakawa                          | Samuel Ichiye Hayakawa (1906–1992)              | 1 januari 1977    | 3 januari 1983    | R          |                |
| 25     | 1976                                            | Samuel Ichiye Hayakawa                          | Samuel Ichiye Hayakawa (1906–1992)              | 1 januari 1977    | 3 januari 1983    | R          |                |
| 26     |                                                 | John Seymour                                    | Pete Wilson (1933)                              | 3 januari 1983    | 6 januari 1991    | R          | 1982           |
| 26     | 1988                                            | John Seymour                                    | Pete Wilson (1933)                              | 3 januari 1983    | 6 januari 1991    | R          |                |
| 27     |                                                 | John Seymour                                    | John Seymour (1937)                             | 6 januari 1991    | 4 november 1992   | R          |                |
| 28     |                                                 | Dianne Feinstein                                | Dianne Feinstein (1933–2023)                    | 4 november 1992   | 29 september 2023 | D          | 1992           |
| 28     | 1994                                            | Dianne Feinstein                                | Dianne Feinstein (1933–2023)                    | 4 november 1992   | 29 september 2023 | D          |                |
| 28     | 2000                                            | Dianne Feinstein                                | Dianne Feinstein (1933–2023)                    | 4 november 1992   | 29 september 2023 | D          |                |
| 28     | 2006                                            | Dianne Feinstein                                | Dianne Feinstein (1933–2023)                    | 4 november 1992   | 29 september 2023 | D          |                |
| 28     | 2012                                            | Dianne Feinstein                                | Dianne Feinstein (1933–2023)                    | 4 november 1992   | 29 september 2023 | D          |                |
| 28     | 2018                                            | Dianne Feinstein                                | Dianne Feinstein (1933–2023)                    | 4 november 1992   | 29 september 2023 | D          |                |
| Vacant |                                                 |                                                 |                                                 |                   |                   |            |                |
| 29     |                                                 | Laphonza Butler                                 | Laphonza Butler (1979)                          | 3 oktober 2023    | 8 december 2024   | D          |                |
| 30     |                                                 | Adam Schiff                                     | Adam Schiff (1960)                              | 8 december 2024   | heden             | D          |                |
| 30     | 2024                                            | Adam Schiff                                     | Adam Schiff (1960)                              | 8 december 2024   | heden             | D          |                |

## Klasse III
| Nr.    | Senator voor Californië Senator from California | Senator voor Californië Senator from California | Senator voor Californië Senator from California | Ambtstermijn      | Ambtstermijn     | Partij(en) | Verkiezing(en) |
| ------ | ----------------------------------------------- | ----------------------------------------------- | ----------------------------------------------- | ----------------- | ---------------- | ---------- | -------------- |
| 1      |                                                 | William Gwin                                    | William Gwin (1805–1885)                        | 10 september 1850 | 4 maart 1855     | D          | 1849           |
| Vacant |                                                 |                                                 |                                                 |                   |                  |            |                |
| (1)    |                                                 | William Gwin                                    | William Gwin (1805–1885)                        | 13 januari 1857   | 4 maart 1861     | D          | 1857           |
| 2      |                                                 | James McDougall                                 | James McDougall (1817–1867)                     | 4 maart 1861      | 4 maart 1867     | D          | 1860           |
| 3      |                                                 | Cornelius Cole                                  | Cornelius Cole (1822–1924)                      | 4 maart 1867      | 4 maart 1873     | R          | 1866           |
| 4      |                                                 | Aaron Sargent                                   | Aaron Sargent (1827–1887)                       | 4 maart 1873      | 4 maart 1879     | R          | 1872           |
| 5      |                                                 | James Farley                                    | James Farley (1829–1886)                        | 4 maart 1879      | 4 maart 1885     | D          | 1878           |
| 6      |                                                 | Leland Stanford                                 | Leland Stanford (1824–1893)                     | 4 maart 1885      | 21 juni 1893     | R          | 1885           |
| 6      | 1891                                            | Leland Stanford                                 | Leland Stanford (1824–1893)                     | 4 maart 1885      | 21 juni 1893     | R          |                |
| Vacant |                                                 |                                                 |                                                 |                   |                  |            |                |
| 7      |                                                 | George Perkins                                  | George Perkins (1839–1923)                      | 26 juli 1893      | 4 maart 1915     | R          |                |
| 7      | 1895                                            | George Perkins                                  | George Perkins (1839–1923)                      | 26 juli 1893      | 4 maart 1915     | R          |                |
| 7      | 1897                                            | George Perkins                                  | George Perkins (1839–1923)                      | 26 juli 1893      | 4 maart 1915     | R          |                |
| 7      | 1903                                            | George Perkins                                  | George Perkins (1839–1923)                      | 26 juli 1893      | 4 maart 1915     | R          |                |
| 7      | 1907                                            | George Perkins                                  | George Perkins (1839–1923)                      | 26 juli 1893      | 4 maart 1915     | R          |                |
| 8      |                                                 | James Phelan                                    | James Phelan (1861–1930)                        | 4 maart 1915      | 4 maart 1921     | D          | 1914           |
| 9      |                                                 | Samuel Shortridge                               | Samuel Shortridge (1861–1952)                   | 4 maart 1921      | 4 maart 1933     | R          | 1920           |
| 9      | 1926                                            | Samuel Shortridge                               | Samuel Shortridge (1861–1952)                   | 4 maart 1921      | 4 maart 1933     | R          |                |
| 10     |                                                 | William McAdoo                                  | William McAdoo (1863–1941)                      | 4 maart 1933      | 8 november 1938  | D          | 1932           |
| 11     |                                                 | Thomas Storke                                   | Thomas Storke (1876–1971)                       | 8 november 1938   | 3 januari 1939   | D          | 1932           |
| 12     |                                                 | Sheridan Downey                                 | Sheridan Downey (1884–1961)                     | 3 januari 1939    | 30 november 1950 | D          | 1938           |
| 12     | 1944                                            | Sheridan Downey                                 | Sheridan Downey (1884–1961)                     | 3 januari 1939    | 30 november 1950 | D          |                |
| Vacant |                                                 |                                                 |                                                 |                   |                  |            |                |
| 13     |                                                 | Richard Nixon                                   | Richard Nixon (1913–1994)                       | 1 december 1950   | 1 januari 1953   | R          | 1950           |
| 14     |                                                 | Thomas Kuchel                                   | Thomas Kuchel (1910–1994)                       | 1 januari 1953    | 3 januari 1969   | R          | 1950           |
| 14     | 1954                                            | Thomas Kuchel                                   | Thomas Kuchel (1910–1994)                       | 1 januari 1953    | 3 januari 1969   | R          |                |
| 14     | 1956                                            | Thomas Kuchel                                   | Thomas Kuchel (1910–1994)                       | 1 januari 1953    | 3 januari 1969   | R          |                |
| 14     | 1962                                            | Thomas Kuchel                                   | Thomas Kuchel (1910–1994)                       | 1 januari 1953    | 3 januari 1969   | R          |                |
| 15     |                                                 | Alan Cranston                                   | Alan Cranston (1914–2000)                       | 3 januari 1969    | 3 januari 1993   | D          | 1968           |
| 15     | 1974                                            | Alan Cranston                                   | Alan Cranston (1914–2000)                       | 3 januari 1969    | 3 januari 1993   | D          |                |
| 15     | 1980                                            | Alan Cranston                                   | Alan Cranston (1914–2000)                       | 3 januari 1969    | 3 januari 1993   | D          |                |
| 15     | 1986                                            | Alan Cranston                                   | Alan Cranston (1914–2000)                       | 3 januari 1969    | 3 januari 1993   | D          |                |
| 16     |                                                 | Barbara Boxer                                   | Barbara Boxer (1940)                            | 3 januari 1993    | 3 januari 2017   | D          | 1992           |
| 16     | 1998                                            | Barbara Boxer                                   | Barbara Boxer (1940)                            | 3 januari 1993    | 3 januari 2017   | D          |                |
| 16     | 2004                                            | Barbara Boxer                                   | Barbara Boxer (1940)                            | 3 januari 1993    | 3 januari 2017   | D          |                |
| 16     | 2010                                            | Barbara Boxer                                   | Barbara Boxer (1940)                            | 3 januari 1993    | 3 januari 2017   | D          |                |
| 17     |                                                 | Kamala Harris                                   | Kamala Harris (1964)                            | 3 januari 2017    | 18 januari 2021  | D          | 2016           |
| Vacant |                                                 |                                                 |                                                 |                   |                  |            | 2016           |
| 18     |                                                 | Alex Padilla                                    | Alex Padilla (1973)                             | 20 januari 2021   | heden            | D          | 2016           |
| 18     | 2022                                            | Alex Padilla                                    | Alex Padilla (1973)                             | 20 januari 2021   | heden            | D          |                |

Alabama: Tuberville (R) · Britt (R)
Alaska: Murkowski (R) · Sullivan (R)
Arizona: Kelly (D) · Gallego (D)
Arkansas: Boozman (R) · Cotton (R)
Californië: Padilla (D) · Schiff (D)
Colorado: Bennet (D) · Hickenlooper (D)
Connecticut: Blumenthal (D) · Murphy (D)
Delaware: Coons (D) · Blunt Rochester (D)
Florida: R. Scott (R) · Moody (R)
Georgia: Ossoff (D) · Warnock (D)
Hawaï: Schatz (D) · Hirono (D)
Idaho: Crapo (R) · Risch (R)
Illinois: Durbin (D) · Duckworth (D)
Indiana: Young (R) · Banks (R)
Iowa: Grassley (R) · Ernst (R)
Kansas: Moran (R) · Marshall (R)
Kentucky: McConnell (R) · Paul (R)
Louisiana: Cassidy (R) · Kennedy (R)
Maine: Collins (R) · King (O)
Maryland: Van Hollen (D) · Alsobrooks (D)
Massachusetts: Warren (D) · Markey (D)
Michigan: Peters (D) · Slotkin (D)
Minnesota: Klobuchar (D) · Smith (D)
Mississippi: Wicker (R) · Hyde-Smith (R)
Missouri: Hawley (R) · Schmitt (R)
Montana: Daines (R) · Sheehy (R)
Nebraska: Fischer (R) · Ricketts (R)
Nevada: Cortez Masto (D) · Rosen (D)
New Hampshire: Shaheen (D) · Hassan (D)
New Jersey: Booker (D) · Kim (D)
New Mexico: Heinrich (D) · Luján (D)
New York: Schumer (D) · Gillibrand (D)
North Carolina: Tillis (R) · Budd (R)
North Dakota: Hoeven (R) · Cramer (R)
Ohio: Moreno (R) · Husted (R)
Oklahoma: Lankford (R) · Mullin (R)
Oregon: Wyden (D) · Merkley (D)
Pennsylvania: Fetterman (D) · McCormick (R)
Rhode Island: Reed (D) · Whitehouse (D)
South Carolina: Graham (R) · T. Scott (R)
South Dakota: Thune (R) · Rounds (R)
Tennessee: Blackburn (R) · Hagerty (R)
Texas: Cornyn (R) · Cruz (R)
Utah: Lee (R) · Curtis (R)
Vermont: Sanders (O) · Welch (D)
Virginia: Warner (D) · Kaine (D)
Washington: Murray (D) · Cantwell (D)
West Virginia: Moore Capito (R) · Justice (R)
Wisconsin: Johnson (R) · Baldwin (D)
Wyoming: Barrasso (R) · Lummis (R)
(D): Democraat · (R): Republikein · (O): Onafhankelijk